# デイヴィッド・バトラー
デイヴィッド・バトラー (David Butler, 1894年12月17日 – 1979年6月14日) は、アメリカ合衆国の映画監督・俳優・脚本家・プロデューサー 。シャーリー・テンプルやドリス・デイ主演のミュージカル映画で多数傑作を残した事で知られる。

## 人物
女優と劇場の支配人の子としてサンフランシスコにて生を受ける。
舞台でエキストラとして活動することにより俳優への道を歩みだし、D・W・グリフィスの 『勇士の血』(The Girl Who Stayed at Home, 1919) と『人類の春』(The Greatest Thing in Life, 1918)、1927年にはフランク・ボーゼイジ監督のアカデミー受賞作『第七天国』(Seventh Heaven) に出演。同年フォックスの High School Hero というコメディ映画で監督デビューを果たす。
9年間のフォックス在籍中に4本のシャーリー・テンプル出演作を含む30本以上の映画を監督。フォックス在籍時代最後の監督作品となる『ケンタッキー』(Kentucky, 1938) で、ウォルター・ブレナンがアカデミー助演男優賞を受賞した。
その後、ビング・クロスビーの『モロッコへの道』と If I Had My Way を手掛けた後、ワーナー・ブラザースに移籍し、ドリス・デイの『二人でお茶を』、『カラミティ・ジェーン』、『銀色の月明かりの下で』、『ブロードウェイの子守唄』を手掛けた。
1950年代後半から60年代は Leave It to Beaver や Wagon Train などのテレビ番組への参加が多かった。
カリフォルニア州アルカディアにて、心不全のため死去。85歳であった。

## 参加作品
| - 『人類の春』The Greatest Thing in Life (1918) - 『飾りなき女』The Unpainted Woman (1919) - 『益々順調』Better Times (1919) - 『波間の花嫁』The Petal on the Current (1919) - 『除隊の後』The Other Half (1919) - 『野辺のローマンス』Bonnie Bonnie Lassie (1919) - 『曠野に叫ぶ』The Sky Pilot (1921) - 『親切第一』The Wise Kid (1922) - 『村の鍛冶屋』The Village Blacksmith (1922) - 『征服されし女』Conquering the Woman (1922) - 『豪雨の一夜』Hoodman Blind (1923) - 『青鷲』The Blue Eagle (1926) | - 『サニー・サイド・アップ』Sunny Side Up (1929) - 『友愛天国』 High Society Blues (1930) - 『五十年後の世界』 Just Imagine (1930) - 『デリシャス』Delicious (1931) - Business and Pleasure (1932) - 『輝く瞳』Bright Eyes (1934) - 『小聯隊長』 The Little Colonel (1935) - 『テムプルの愛国者』 The Littlest Rebel (1935) - 『テンプルの燈台守』 Captain January (1936) - Pigskin Parade (1936) - Straight, Place and Show (1938) - You'll Find Out (1940) - 『モロッコへの道』Road to Morocco (1942) - 『サン・アントニオ』San Antonio (1945) - It's a Great Feeling (1949) - 『シービスケット物語』 The Story of Seabiscuit (1949) - 『二人でお茶を』 Tea for Two (1950) - Where's Charley? (1952) - 『カラミティ・ジェーン』 Calamity Jane (1953) |